# 山林薹草
山林薹草（学名：Carex yamatsutana）为莎草科薹草属的植物。分布于俄罗斯的东西伯利亚、远东地区和蒙古以及中国大陆的黑龙江、吉林、辽宁、内蒙古等地，生长于海拔40米至1,000米的地区，常生于山地林下，目前尚未由人工引种栽培。

## 异名
- Carex diplasiocarpa V. Krecz.